# عين كيفارة
عين كيفارة هي عين مياة ساخنة بواحة سيوة على بعد 350كم من محافظة مطروح بالصحراء الغربية لمصر.

## نوعية مياة العين
مياه العين تأتى من داخل خزان نقى هو خزان الحجر النوبى والذي يقع في جنوب مصر، وتحديداً في منطقة العوينات وينتهى عند حافة سيوة الشمالية، ويصل معدل تدفق المياة من العين 20 ألف متر مكعب يوميا، ودرجة حرارة المياة تزيد عن 60 درجة مئوية، ودرجة توصيلها للكهرباء 0.6 ملليموز/سم، أي أن درجة تركيز الأملاح بها 390 جزءاً في المليون، مما يجعلها أكثر عذوبة من مياه الصنبور العادية والتي تصل درجة الملوحة بها إلى أكثر من 500 جزء في المليون.
وقد أكد تقرير رسمى صادر في 4 نوفمبر عام 1985م عن معمل بحوث الأراضي الملحية والقلوية بالإسكندرية ان مياة عين كيفارة أنقى من مياه النيل

## أكتشاف العين
تم أكتشاف عين كيفارة بواسطة إحدى شركات البترول العاملة بالمنطقة، حيث قامت بحفر بئر بحثا عن البترول ولكنها وجدت البئر لا يحتوى إلا على الماء فقامت بعمل تكْسية للبئر وأغلقتها بمحابس حديدية لإمكانية استغلالها مستقبلاً، إلاّ أن التكْسية الحديدية للبئر كُسرت وتفجر الماء بسرعة تحت ضغط هيدروستاتيكى عال جدا أدى إلى تدفق الماء بسرعة كبيرة من البئر، وبمعدل تصرف يصل إلى حوالى 20 ألف متر مكعب يومياً.

## عين كيفارة تاريخيا
تم العثور على خرائط توضح موقع وطبيعة العين يرجع تاريخها إلى عام 1880م، وقد كشفت باحثة في الأرشيفين البريطانى والأمريكي عن وجود مناقشة تمت في أحد اجتماعات الجمعية الجغرافية المصرية في يناير من عام 1951م.
وأشارت الباحثة إلى قيام الأمير كمال الدين حسين بتكليف الدكتور جون بول بالقيام برحلة أستكشافية في الصحراء الغربية، وقد حفظت وثائق وخرائط بول عن الرحلة والتي يؤكد فيها بوجود بترول وطبقة من المياة في هيئة نهر ينحدر من الجنوب الغربي بالأرشيف البريطانى بتاريخ عام 1917م تحت عنوان (استطلاع صحراوى بالسيارة، كتيب لضباط الدورية في الصحراء الغربية المصرية)، بالإضافة إلى وثائق أخرى تتضمن التأكيدات نفسها، وتم وضعها في الأرشيف بتاريخ 1926م.
كما تمت الإشارة إلى النهر الجوفى في مرجع وضعه البريطاني هـ.أ. هرست الخبير العلمى بوزارة الأشغال العمومية المصرية، بعنوان «النيل» صادر عام 1947م، ففى الصفحة 25 من مرجعه ذكر هرست: «وكنت ذات مرة على ظهر مركب في بلاد النوبة، واستمعت إلى ريَس هذا المركب، الذي روى لى قصة، لعلها من روايات المصريين القدماء، ولعلها أيضا قد بنيت على الفكرة الشائعة، بأن ثمة نهراً يجرى في باطن الأرض، تحت سلسلة الواحات في الصحراء الغربية، وتفصيل القصة أنه على مقربة من جنوبى خزان أسوان، وعند (شمية الواحة)، يضطرب النهر في شكل دوامة، وأنه في هذه البقعة ارتطمت سفينة تاجر، كانت تقتضيه مهنته أن يسير بها في النهر، ذهابا وعودة، فابتلع اليم بضاعته، وكان فيها وعاء من الخشب، تعود أن يضع فيه طعامه، ولما فقد الرجل سفينته، تحول بتجارته من النهر إلى البر، وبينما هو في العام التالى، جالس إلى جوار بئر، في واحات الصحراء الغربية، إذ لمح وعاءه القديم يطفو فجأة فوق سطحه».

## طبيعة المنطقة
المنطقة التي تقع بها العين كانت بحراُ في الأزمنة السحيقة حيث وجدت قواقع بحرية منتشرة بالمنطقة المحيطة، وتتكون لمنطقة من طبقة متفاوتة السمك من الرمال تليها طبقة جبسية يتراوح سمكها من 25 إلى 30 مم، ارتفاع درجة المياه المتدفقة من البئر وسرعة جريانها أدى إلى أحداث تصدعات في الطبقة الجبسية أدت إلى تسرب المياه خلال جوف الأرض فأذيبت الأملاح الموجودة بباطنها للتجمع المياه مرة أخرى في المنخفضات على صورة بحيرات ملحية تماماً، حيث وصلت درجة ملوحة إحدى البحيرات المتكونة من تسرب المياه (البحيرة الكبيرة) إلى حوالى 43 ملليموز/سم، أي حوالى 27950 جزءاً في المليون، أي ما يقارب تركيز الأملاح في مياه البحر الأبيض المتوسط (حوالى 34000جزء/مليون).